# Anders Kihl
Anders Kihl, född 5 november 1943 i Kristinehamns församling i Värmlands län, är en svensk militär.

## Biografi
Kihl avlade officersexamen vid Krigsskolan 1967 och utnämndes samma år till fänrik i armén, varefter han 1972 befordrades till kapten vid Norrlands dragonregemente. År 1978 befordrades han till major och erhöll tjänst som detaljchef vid Arméstaben. Han deltog 1983–1984 i en utlandsinsats i Förenta Nationernas regi. Han befordrades till överstelöjtnant 1984 och var kurschef vid Militärhögskolan 1986–1987. Han var chef för Arméns fallskärmsjägarskola 1987–1989 och chef för Stridsskola Nord 1991–1993. År 1993 befordrades Kihl till överste av första graden, varpå han var chef för Västerbottens regemente 1993–1999 tillika befälhavare för Västerbottens försvarsområde 1994–1999.